# Pe'Shon Howard
Pe'Shon Howard (Los Ángeles, California, 10 de diciembre de 1990) es un baloncestista estadounidense que actualmente se encuentra sin equipo. Con 1,91 metros de estatura, juega en la posición de base.

## Trayectoria deportiva

### Universidad
Jugó durante tres temporadas con los Terrapins de la Universidad de Maryland, en las que promedió 4,7 puntos, 2,3 rebotes y 3,5 asistencias por partido. En 2013 fue transferido a los Trojans de la Universidad del Sur de California, no siendo sancionado con el preceptivo año en blanco que dispone la NCAA en estos casos ya que alegó que quería estar cerca de su abuela enferma. Allí jugó su temporada sénior, en la que promedió 10,8 puntos, 3,9 asistencias y 3,0 rebotes por encuentro.

### Profesional
Tras no ser elegido en el Draft de la NBA de 2014, fichó por los Weißenhorn Youngstars de la Pro B, pero dejó el equipo antes del comienzo de la competición.
No volvió a jugar en un equipo profesional hasta 2015, cuando fichó por los Rayos de Hermosillo del Circuito de Baloncesto de la Costa del Pacífico, Allí disputó una temporada en la que promedió 11,9 puntos y 3,3 rebotes por partido.
En octubre de 2016 fichó por los Reno Bighorns de la NBA D-League.